# Бещор (връх)
Вижте пояснителната страница за други значения на Бещор.
Бещор (на узбекски: Beshtor choʻqqisi) е връх разположен в Пскем, Узбекистан. Има височина 4299 m над морското равнище.